# Guaria

Situación de Al Ghuwariyah en Catar.

Al Ghuwariyah (en árabe: الغويرية) era uno de los diez municipios en los que se encontraba subdividido territorialmente el Estado de Catar antes de 2004. 

## Geografía y demografía
La superficie de Al Ghuwariyah abarcaba una extensión de territorio que ocupaba 622 kilómetros cuadrados. Se ubica geográficamente entre las siguientes coordenadas: 25°50′25″N 51°15′00″E / 25.84028, 51.25000
Su población se componía de unos 2.159 personas (cifras del censo del año 2004). La densidad poblacional de esta división administrativa era de 3,6 habitantes por cada kilómetro cuadrado, aproximadamente.
- Datos: Q623609
- Multimedia: Al Ghuwairiyah / Q623609